# Bentley Eight
De Bentley Eight was het "instapmodel" van het Britse luxemerk Bentley van 1984 tot 1992. De auto was gebaseerd op de Mulsanne maar was iets minder luxueus uitgerust.
De Eight werd geïntroduceerd met stoffen bekleding, stalen wielen en een radiatorrooster van draadgaas dat eenvoudiger was dan de lamellengrille van de Mulsanne. Door dergelijke wijzigingen kon de Eight aangeboden worden onder de psychologisch belangrijke grens van £ 50000.
Onder de motorkap stak wel nog steeds de 6,75-liter V8-motor. In de Eight leverde deze een vermogen van 235 pk, goed voor een topsnelheid van 208 km/u. De auto kreeg ook een stevigere ophanging die voor een lichte verbetering in het rijgedrag zorgde.
In 1986 werden brandstofinjectie en ABS toegevoegd en in 1987 volgden lederen bekleding en elektrisch verstelbare zetels met geheugen. Een automatische aanpassing van de rijhoogte werd beschikbaar in 1990. In Groot-Brittannië waren katalysatoren in 1990 nog steeds optioneel, hoewel ze al lang daarvoor beschikbaar waren op markten waar het verplicht was. De drietraps automaat werd in 1992 vervangen door een viertraps automaat.